# Tuchom
Tuchom [pronunciación en polaco: /ˈtuxɔm/] (en casubio: Tëchóm) es un pueblo ubicado en el distrito administrativo de Gmina Żukowo, dentro del Condado de Kartuzy, Voivodato de Pomerania, en Polonia del norte. Se encuentra aproximadamente a 10 kilómetros al norte de Żukowo, a 17 kilómetros al noreste de Kartuzy, y a 18 kilómetros al noroeste de la capital regional Gdańsk.
Para detalles de la historia de la región, vea Historia de Pomerania.
El pueblo tiene una población de 721 habitantes.